# Jumellea
Jumellea – rodzaj roślin z rodziny storczykowatych (Orchidaceae). Są to epifity i litofity występujące w takich krajach i regionach jak: Komory, Kenia, Madagaskar, Malawi, Mauritius, Mozambik, Reunion, Tanzania, Zimbabwe, prowincje KwaZulu-Natal oraz Limpopo, Rodrigues.

## Morfologia
PokrójRośliny o długich lub krótkich rozgałęziających się monopodialnie łodygach.
LiścieJęzyczkowate, na wierzchołku tępo dwuklapowe.
KwiatyKwiatostan jednokwiatowy (rzadko 2-kwiatowy). Szypułka krótka. Kwiatki odwrócone, białe, często pachnące. Działki kielicha wąskie i ostre. Warżka cała, rombowa, owalna lub wąsko jajowata. Ostroga zwykle długa i smukła, znajdująca się u nasady warżki. Prętosłup krótki z 2 równoległymi ramionami połączonymi po wewnętrznej stronie z bocznymi płatkami. Rostellum krótkie. Dwie pyłkowiny połączone krótkimi trzonkami z dużą tarczką nasadową (łac. viscidium).

## Systematyka
Rodzaj sklasyfikowany do podplemienia Angraecinae w plemieniu Vandeae, podrodzina epidendronowe (Epidendroideae), rodzina storczykowate (Orchidaceae), rząd szparagowce (Asparagales) w obrębie roślin jednoliściennych.
Wykaz gatunków
- Jumellea alionae P.J.Cribb
- Jumellea ambrensis H.Perrier
- Jumellea amplifolia Schltr.
- Jumellea angustifolia H.Perrier
- Jumellea anjouanensis (Finet) H.Perrier
- Jumellea arachnantha (Rchb.f.) Schltr.
- Jumellea arborescens H.Perrier
- Jumellea bathiei Schltr.
- Jumellea bosseri Pailler
- Jumellea brachycentra Schltr.
- Jumellea brevifolia H.Perrier
- Jumellea comorensis (Rchb.f.) Schltr.
- Jumellea confusa (Schltr.) Schltr.
- Jumellea cowanii (Ridl.) Garay
- Jumellea cyrtoceras Schltr.
- Jumellea dendrobioides Schltr.
- Jumellea densefoliata Senghas
- Jumellea divaricata (Frapp. ex Cordem.) Schltr.
- Jumellea exilis (Cordem.) Schltr.
- Jumellea fragrans (Thouars) Schltr.
- Jumellea francoisii Schltr.
- Jumellea gregariiflora H.Perrier
- Jumellea hyalina H.Perrier
- Jumellea ibityana Schltr.
- Jumellea intricata H.Perrier
- Jumellea jumelleana (Schltr.) Summerh.
- Jumellea lignosa (Schltr.) Schltr.
- Jumellea linearipetala H.Perrier
- Jumellea longivaginans H.Perrier
- Jumellea majalis (Schltr.) Schltr.
- Jumellea major Schltr.
- Jumellea marojejiensis H.Perrier
- Jumellea maxillarioides (Ridl.) Schltr.
- Jumellea ophioplectron (Rchb.f.) Schltr.
- Jumellea pachyceras Schltr.
- Jumellea pachyra (Kraenzl.) H.Perrier
- Jumellea pailleri F.Rakotoar.
- Jumellea papangensis H.Perrier
- Jumellea peyrotii Bosser
- Jumellea porrigens Schltr.
- Jumellea punctata H.Perrier
- Jumellea recta (Thouars) Schltr.
- Jumellea recurva (Thouars) Schltr.
- Jumellea rigida Schltr.
- Jumellea rossii Senghas
- Jumellea similis Schltr.
- Jumellea spathulata (Ridl.) Schltr.
- Jumellea stenoglossa H.Perrier
- Jumellea stenophylla (Frapp. ex Cordem.) Schltr.
- Jumellea tenuibracteata (H.Perrier ex Hermans) F.P.Rakotoar. & Pailler
- Jumellea teretifolia Schltr.
- Jumellea triquetra (Thouars) Schltr.
- Jumellea usambarensis J.J.Wood
- Jumellea walleri (Rolfe) la Croix
- Jumellea zaratananae Schltr.